# Turajärvi
Turajärvi är en sjö i kommunerna Eura och Raumo i Satakunta i Finland. Sjön ligger 19 kilometer öster om Raumo centrum och 12 kilometer väster om Eura centrum. Turajärvi ligger 28,1 meter över havet. Den är 3,69 meter djup. Arean är 2,57 kvadratkilometer och strandlinjen är 14,08 kilometer lång. Sjön  ingår i Eura å huvudavrinningsområde.  Före kommunsammanslagningen 2009 låg sjön i Lappi.